# ムシカノス
ムシカノス（Musicanos、?-紀元前325年）は、紀元前4世紀インドの豪族であり、おそらくこの名は個人名ではなくムシカノイ人の統治者としての君主号である。
紀元前325年にマケドニア王アレクサンドロス3世が自身の領国に進撃してくるとムシカノスは彼に帰順し、領土を安堵された。ムシカノスの領地の画定は確実ではないが、インドス・パンジナード両川の合流点に近いミタンコトのあたりから南、スックルに至るインドス西岸一帯、スックルの対岸ローリ、アロルを含む東岸一帯であるとされている。アレクサンドロスが同地を離れるやムシカノスは反乱を起こした。しかし、反乱はアレクサンドロスの送った将軍ペイトンに鎮圧されてムシカノスは捕らえられ、アレクサンドロスの許まで曳きたてられて縛り首にされた。一方でディオドロスはムシカノスは最初にアレクサンドロスがやってきた時に抵抗して殺されたとしている。

## 註
1. ↑  アッリアノス, VI. 15
2. ↑  アッリアノス, VI. 17
3. ↑  ディオドロス, XVII. 102